# Un fiocco per sognare, un fiocco per cambiare
Hime-chan no ribbon - Un fiocco per sognare, un fiocco per cambiare (姫ちゃんのリボン? lett. "Il fiocco della piccola Hime") è un manga shōjo scritto e disegnato da Megumi Mizusawa, pubblicato in Giappone sulla rivista Ribon di Shūeisha dall'agosto 1990 al gennaio 1994. In Italia è stato pubblicato, in seguito alla serie animata, da Planet Manga tra il novembre 2011 e l'aprile 2012.
Dal manga è stato tratto un anime di 61 episodi, prodotto da Gallop e andato in onda in Giappone su TV Tokyo tra l'ottobre 1992 e il dicembre 1993; in Italia è stato trasmesso, con il titolo Un fiocco per sognare, un fiocco per cambiare, su Canale 5 dal luglio al settembre 1996.

## Trama
Himeko Nonohara (Himi) è una ragazza di 13 anni che frequenta le scuole medie presso l'istituto Kazetachi Junior High: allegra, impulsiva e piena di brio, brava negli sport e iscritta al club di teatro, sebbene sia benvoluta dagli altri studenti è nota per essere un maschiaccio; segretamente disprezza il proprio carattere perché ritiene che non la rende attraente agli occhi dei ragazzi e ha un forte complesso nei confronti della bella sorella maggiore Aiko (Annie).
Una sera appare dalla finestra della sua cameretta Erika, una sua sosia ma dall'aspetto ben più femminile: è la principessa del Regno della Magia, e per diventare regina deve creare un oggetto magico da far collaudare alla propria sosia terrestre per un anno. Erika dona quindi un fiocco magico per capelli ed un orologio magico a Himi, e questi consentono a chi li indossa di assumere le sembianze di qualsiasi altra persona per un tempo limite di un'ora, scaduto il quale il possessore dovrà tornare nel proprio corpo originale altrimenti l'incantesimo diventa irreversibile; inoltre nessuno deve scoprire i poteri del fiocco altrimenti verranno cancellati i ricordi di ogni cosa legata al Regno della Magia sia a Himi che a chiunque fosse stato coinvolto. Con il fiocco magico prende vita Pokotà, un leoncino di pezza che Himi possiede fin dalla nascita e che da vivo mantiene tutti i ricordi del tempo trascorso con Himi, e che diventa il suo più inseparabile amico; allo stesso tempo Erika deve seguire a distanza le attività di Himi e si affeziona alla sua sosia.
Una svagata Himi inizialmente utilizza i poteri del fiocco magico a sproposito, finendo spesso nei guai e rischiando di venire scoperta, fino a quando viene coinvolta in una pericolosa situazione e per salvare un bambino si vede costretta a far vedere i propri poteri al coetaneo Daichi Kobayashi (Dai-Dai): il re del Mondo della Magia decide di fare una deroga e di non cancellare la memoria alle persone coinvolte, a patto che nessun altro scopra dei poteri del fiocco, e Dai-Dai promette a Himi di mantenere il segreto.
Da quel momento il segreto del fiocco magico creerà un legame indissolubile tra Himi e Dai-Dai, i quali si ritroveranno sempre assieme nell'affrontare intricate situazioni dove spesso è il ragazzo a togliere dai guai la protagonista, situazioni il più delle volte causate dall'abuso che Himi fa dei poteri del fiocco per risolvere banali problemi di quotidianità; inoltre Himi non è più sola nel confrontarsi con le sue incertezze, ovvero il disprezzo del proprio carattere e l'invidia nei confronti di Annie che nel frattempo si è fidanzata con Hasekura (Hermes), primo amore non corrisposto di Himi, portando la protagonista ad una graduale maturazione caratteriale; Himi può contare su Dai-Dai anche nell'affrontare l'ansia per la revoca del fiocco magico e la cancellazione dei ricordi che dovrebbe avvenire dopo un anno e che le farebbe perdere Erika, Pokotà e soprattutto Dai-Dai, verso il quale prova sentimenti che crescono con il passare della storia.

## Personaggi

La protagonista, Himeko Nonohara (Himi)

Himeko Nonohara (野々原 姫子?, Nonohara Himeko, Himi nell'edizione italiana dell'anime)
Doppiata da: Ikue Ōtani (ed. giapponese), Elisabetta Spinelli (ed. italiana)
Protagonista dell'opera, è una ragazzina tredicenne che frequenta le scuole medie. Molto esuberante e allegra, impulsiva e appassionata di sport, è vista da tutti come un maschiaccio: di questo a volte si rattrista, perché sa di non essere quel tipo di ragazza che piace ai ragazzi e vorrebbe somigliare di più alla sorella maggiore Annie, molto più dolce e femminile. Un giorno riceve in dono da Erika un fiocco e un orologio magico, con i quali si può trasformare in chi desidera, e da quel momento incominciano le sue avventure insieme all'inseparabile amico di pezza Pokotà. All'inizio della storia è innamorata di Hermes, ma poi si accorge di provare dei sentimenti verso Dai-Dai; nella serie animata prova a dichiararsi al ragazzo solamente nel penultimo episodio, non riuscendoci direttamente, mentre nel fumetto dichiara apertamente il suo amore a Dai-Dai nel volume 8 di 10, e nell'ultimo capitolo viene baciata dal co-protagonista della storia. In un capitolo extra del manga Himi a 17 anni è in seconda liceo al Kazetachi Central High e fa coppia fissa con Dai-Dai.
Daichi Kobayashi (小林 大地?, Kobayashi Daichi, Dai-Dai nell'edizione italiana dell'anime)
Doppiato da: Yuu Daiki (ed. giapponese), Claudio Ridolfo (ed. italiana)
Co-protagonista dell'opera, è un compagno di scuola di Himi, soprannominato da tutti "Dai-Dai". Unico a scoprire il segreto di Himi, le promette però di non rivelarlo a nessuno. È un ragazzo molto vivace e abile in ogni disciplina sportiva, ed è così popolare tra le ragazze che hanno fondato un suo fan club. In apparenza è svagato e inaffidabile, ma in realtà ha un cuore d'oro, diventa ben presto un grande amico di Himi e verso la fine della storia si accorge di provare sentimenti verso di lei. Nel finale dell'anime non trova il coraggio di dichiare i propri sentimenti a Himi prima di trasferirsi con la famiglia in un'altra città, ma deciderà di restare iscritto nella stessa scuola e di andarci ogni giorno in bicicletta pur di rivedere la protagonista; nel manga non cambia città e nell'ultimo capitolo bacia Himi. I suoi genitori sono entrambi poliziotti e ha un fratello minore, Stefano.
Pokotà (ポコ太?, Pokota)
Doppiato da: Kazue Ikura (ed. giapponese), Pietro Ubaldi (ed. italiana)
È un leoncino di pezza regalato a Himi dal padre alla sua nascita, ma che con il fiocco magico può parlare. È l'amico inseparabile di Himi, e conserva tutti i ricordi di loro due assieme sin da quando venne donato alla protagonista. È molto premuroso nei confronti di Himi; inizialmente ha un rapporto difficile con Dai-Dai ma poi i due diventano amici. Si fidanza con Pink, una gattina rosa di pezza che conosce nel Regno della Magia. Nel finale gli viene data la possibilità di vivere e restare con Himi senza bisogno del fiocco magico.
Erika (エリカ?, Erika)
Doppiata da: Ikue Ōtani (ed. giapponese), Federica Valenti (ed. italiana)
È la principessa di un regno magico, che per sperimentare i suoi poteri magici crea il fiocco magico che darà poi a Himi. Trascorso l'anno di prova (che nell'anime verrà prolungato di altri 6 mesi) potrà governare il regno al posto dei suoi genitori. Per volere dei genitori è promessa sposa di  Sei Allei/Simone che inizialmente detesta per la sua inaffidabilità e il suo fare da donnaiolo, ma nel finale del manga Sei Allei/ Simone le chiederà la mano ed Erika accetterà e i due diverranno la nuova coppia di monarchi del Regno della Magia.
Aiko Nonohara (野々原 愛子?, Nonohara Aiko, Annie nell'edizione italiana dell'anime)
Doppiata da: Yuri Shiratori (ed. giapponese), Marcella Silvestri (ed. italiana)
È la sorella maggiore di Himi, di due anni più vecchia della protagonista. Al contrario della sorella, è molto aggraziata, tranquilla e matura, e viene spesso corteggiata da ragazzi. Dall'inizio della serie si innamora di Hermes (che la ricambia) per poi fidanzarsi con lui, provocando un po' di dispiacere a Himi, innamorata a sua volta del ragazzo. Durante il periodo delle scuole medie frequenta un istituto femminile.
Yumeko Nonohara (野々原 夢子?, Nonohara Yumeko, Yucci nell'edizione italiana dell'anime)
Doppiata da: Chisa Yokoyama (ed. giapponese), Lara Parmiani (ed. italiana)
È la sorella minore di Himi, ha 5 anni. Diventa amica di Stefano, il fratello minore di Dai-Dai.
Hikaru Hibino (日比野 ひかる?, Hibino Hikaru, Ilaria nell'edizione italiana dell'anime)
Doppiata da: Rin Mizuhara (ed. giapponese), Jasmine Laurenti (ed. italiana)
Molto altezzosa e vanitosa, è la presidentessa del "Dai-Dai fan club" e si crede la ragazza più intelligente e carina della scuola. Follemente innamorata di Dai-Dai, fin dal momento nel quale il ragazzo e Himi si sono conosciuti lei odia quest'ultima e farebbe di tutto per ostacolarla, considerandola una sua acerrima nemica. Mentre nella serie TV viene descritta dall'inizio alla fine come l'antagonista per eccellenza consumata dalla gelosia nei confronti di Himi, nella parte finale del manga dimostra di avere un cuore anche se celato dietro ad una facciata di arroganza e cattiveria. È figlia del direttore di un grande ospedale. In un capitolo extra del manga si vede Ilaria 17-enne frequentare lo stesso liceo di Himi e Dai-Dai, e ha uno spasimante di nome Oobayashi.
Manami Mori (森 愛美?, Mori Manami, Monica nell'edizione italiana dell'anime)
Doppiata da: Katsuyo Endō (ed. giapponese), Veronica Pivetti (1ª voce) e Nadia Biondini (2ª voce) (ed. italiana)
Una delle migliori amiche di Himi assieme ad Isabel; nel secondo anno è nella classe 2-D con Isabel. Ha un carattere dolce e timido, ma è anche molto passionale ed è sempre al corrente degli ultimi trend e pettegolezzi in ambito scolastico. È fortemente attratta dal fascino maschile e discute spesso dei ragazzi della scuola; durante il secondo anno si innamora di Tetsu e i due iniziano ad uscire assieme, e da un capitolo extra del manga si evince che fanno coppia fissa anche al liceo; frequenta il club di cucina.
Ichiko "Icchan" Kamikura (上倉 一子?, Kamikura Ichiko, Isabel nell'edizione italiana dell'anime)
Doppiata da: Minami Takayama (ed. giapponese), Daniela Fava (ed. italiana)
L'altra migliore amica di Himi; lei, Himi e Monica formano sempre un gruppo compatto di amiche per la pelle; nel secondo anno è in 2-D con Monica. Come carattere è l'esatto opposto di Monica: sempre molto seria, non si fa problemi a dire quello che pensa anche se potrebbe ferire i sentimenti di qualcuno, e non parla mai di ragazzi. È iscritta al club di tiro con l'arco.
Kōichi Hasekura (支倉 浩一?, Hasekura Kōichi, Hermes nell'edizione italiana dell'anime)
Doppiato da: Tsuyoshi Kusanagi (ed. giapponese), Patrizio Prata (ed. italiana)
È un ragazzo molto tranquillo e studioso; è il primo amore di Himi, ma ha una cotta per la sorella di quest'ultima, Annie, con la quale in seguito si fidanza. Una volta al liceo coronerà il proprio sogno di studiare negli Stati Uniti per diversi mesi, mantenendo una relazione a distanza con Annie.
Sei Arei (セイ・アレイ?, Sei Arei) / Sei Arisaka (有坂 静?, Arisaka Sei, 'Sei Allei /'Simone nell'edizione italiana dell'anime)
Doppiato da: Takehito Koyasu (ed. giapponese), Claudio Moneta (ep. 10, 13, 19) e Monica Bonetto (ep. 11-12, 15, 18+) (ed. italiana)
Proviene dal regno della magia, come Erika, e al suo arrivo è interessato solo al fiocco magico di Himi. Per riuscire a prenderlo le fa perfino una dichiarazione d'amore falsa, ma poi se ne innamora per davvero. Inizialmente considerato affascinante dalle ragazze terrestri, con il tempo si scopre una persona impacciata e inaffidabile, e Dai-Dai lo canzona spesso per le sue scarse doti atletiche. Anche se promesso sposo di Erika, è innamorato di Himi e ha inizialmente un rapporto difficile con la principessa, ma nel finale del manga si decide a chiedere la mano a Erika e questa accetta, divenendo così la coppia reale.
Yuka Hijiri (支倉 浩一?, Hijiri Yuka)
Doppiata da: Yumi Tōma (ed. giapponese), Dania Cericola (ed. italiana)
Nuova compagna di classe di Himi durante il secondo anno, è una famosa junior idol dal carattere amichevole e solare. È amica d'infanzia di Dai-Dai del quale s'invaghisce, diventando rivale in amore di Himi; nonostante ciò ha un ottimo rapporto d'amicizia con la protagonista. A differenza di Ilaria, Yuka arriva a capire che Dai-Dai prova dei sentimenti nei confronti di Himi. Yuka sfoggia un'acconciatura Twin Tail, ovvero una doppia coda di cavallo parecchio in voga tra le idol già negli anni 90 e presente anche in altre opere del tempo come Rossana e Ciao, Sabrina. Il personaggio ha maggior rilievo nell'opera cartacea dove è al centro delle vicende in tre volumi, mentre nella serie TV viene coinvolta solamente in 4 episodi consecutivi. In un capitolo extra del manga Yuka a 17 anni è già una star nazionale ed è fidanzata con Minato Nishikawa, un idol del quale Himi aveva preso le sembianze in un capitolo.
Tetsuo "Tetsu" Takada (高田哲雄?, Takada Tetsuo)
Doppiato da: Mitsuaki Madono (ed. giapponese), Davide Garbolino (ed. italiana)
È il miglior amico di Dai-Dai con il quale è in classe durante il primo anno in 1-A, e di nuovo nel secondo anno in 2-C stavolta. Ragazzo schivo e tranquillo, frequenta il club di kendo, e con Himi e Pokota è l'unico a conoscenza della villa abbandonata frequentata da Dai-Dai. In seconda media Himi in qualche modo riesce a fargli conoscere meglio Monica e i due iniziano ad uscire assieme; da un capitolo extra del manga si evince che i due fanno coppia fissa anche al liceo. È un personaggio che ha maggior rilievo nella serie TV rispetto al manga.
Shigeo Gori (五利重夫?, Gori Shigeo, Il professore nell'edizione italiana dell'anime)
Doppiato da: Michihiro Ikemizu (ed. giapponese), Mario Scarabelli (ed. italiana)
Irascibile e manesco professore della scuola, durante il primo anno è assegnato alla classe 1-A di Dai-Dai e Tetsu, mentre durante il secondo anno è l'insegnante della 2-C di Himi, Dai-Dai, tetsu, Ilaria, Sei Allei/ Simone e Yuka. Si confronta spesso con Dai-Dai, finendo per rincorrerlo per i corridoi della scuola. È sposato e ha sei figli.
Hanako Nonohara (野々原花子?, Nonohara Hanako, Amina nell'edizione italiana dell'anime)
Doppiato da: Yūko Sasaki e Kei Hayami (ep. 30-31) (ed. giapponese), Patrizia Scianca (ed. italiana)
È la madre di Himi, Annie e Yucci. È una scrittrice di romanzi ed è molto impegnata con il proprio lavoro, restando spesso sulla scrivania fino a tarda notte. Nella serie TV in un paio di episodi viene coinvolta in un'intricata situazione con un suo fan che rapisce Yucci; negli ultimi volumi del manga un suo romanzo di successo viene adattato a film e questo preoccupa Himi e Dai-Dai i quali credono che la loro villa/nascondiglio è in pericolo.
Taro Nonohara (野々原太郎?, Nonohara Taro)
Doppiato da: Masamichi Sato (ed. giapponese), Diego Sabre (ed. italiana)
È il padre di Himi, Annie e Yucci. È un regista cinematografico. È molto premuroso nei confronti delle figlie e s'insospettisce ogni volta che Himi riceve telefonate da ragazzi; prova sollievo quelle volte che nota in Himi degli atteggiamenti più femminili. In cuor suo avrebbe voluto avere almeno un figlio maschio.
Shintaro Kobayashi (小林森太郎?, Kobayashi Shintaro, Stefano nell'edizione italiana dell'anime)
Doppiato da: Minami Takayama (ed. giapponese), Donatella Fanfani (ed. italiana)
È il fratello minore di Dai-Dai e coetaneo di Yucci. È al centro di un episodio chiave della storia dove viene rapito da un estorsore e salvato da Himi e Dai-Dai con la protagonista che si vede costretta a far vedere i poteri del fiocco al fratello di Stefano. Stringe amicizia con Yucci, sorella minore di Himi. È un personaggio che ha maggior rilievo nella serie TV rispetto al manga.
Camille Land (カミル・ランド?, Kamiru Rando, Camillo Rand nell'edizione italiana dell'anime)
Doppiato da: Yuu Daiki (ed. giapponese), Claudio Ridolfo (ed. italiana)
È il sosia di Dai-Dai nel Regno della Magia, e cugino di Sei Allei/Simone. A differenza di Dai-Dai ha un carattere da donnaiolo eccessivamente estroverso e simile a quello di Sei Allei/ Simone. Scende a volte sul mondo terrestre dove corteggia ogni ragazza gli capiti a tiro, e a farne le spese è Dai-Dai in quanto i due sono identici. È innamorato della sosia di Ilaria nel Regno della Magia, ma il suo amore non sembra essere corrisposto. In un capitolo del manga si fa scambiare per Dai-Dai e prova a baciare Himi, venendo violentemente respinto dalla protagonista.

### Esclusivi dell'anime
La copia di Himi
Doppiata da: Ikue Ōtani (ed. giapponese), Elisabetta Spinelli (ed. italiana)
È il frutto dell'incantesimo che dall'episodio 24 permette a Himi di duplicarsi in caso di necessità. Apparentemente identica all'originale, la copia ha in realtà caratteristiche e personalità distinte: ha la metà dell'energia di Himi, metà della sua esuberanza e metà della sua intelligenza. Di conseguenza si rivolge ai genitori e agli amici sempre con modi garbati e acquiescenti, senza mai alzare la voce; inoltre contrariamente a Himi non è una sportiva, ma è molto brava in cucina. Si rende conto e si rammarica di essere una copia imperfetta dell'originale e forse anche a causa della sua scarsa intelligenza di solito non prende mai iniziative ed è completamente remissiva rispetto a Himi, dalla quale accetta qualsiasi ordine senza discutere. In presenza della copia di Himi, che potrebbe rappresentare la ragazza ideale che a volte Himi desidererebbe essere, tutti restano colpiti dalla sua gentilezza e dai suoi modi garbati, ma sospettano che in quella che credono Himi ci sia qualcosa che non vada.

## Oggetti magici
- Fiocco magico (魔法のリボン?, Mahō no ribon): è l'oggetto creato da Erika per poter salire al trono. Himi lo riceve in dono per collaudarlo e, grazie ad esso, può trasformarsi in qualunque persona desideri, purché sia esistente nella realtà. La trasformazione deve durare al massimo un'ora: in caso contrario, Himi sarebbe costretta a mantenere le sembianze della persona in cui si era tramutata, fino alla sua morte. La formula è: "Fiocco di magia, fiocco di magia…" (「パラレル パラレル ○○になーれ」?, "Parareru parareru ○○ ni nāre") per trasformarsi, "Magia del fiocco, magia del fiocco…" (「ルレラパ ルレラパ 元の姿になーれ」?, "Rurerapa rurerapa moto no sugata ni nāre") per ritornare normale.
- Sveglia magica: viene prestata da Sei Arei (Simone) a Himi nell'episodio 58 per fare un viaggio nel futuro.
- Scopina: è l'oggetto magico che utilizza Erika per muoversi.

### Esclusivi del manga
- Caramelle magiche (魔法のキャンディー?, Mahō no kyandī): Himi le riceve nel capitolo 22 poco prima di terminare la sua prima visita nel regno magico. Si tratta di un barattolo con un numero limitato di caramelle rosa e blu: se Himi mangia una caramella rosa il suo corpo diviene di dimensioni più piccole, mentre con le caramelle blu il corpo diviene più grande.

### Esclusivi dell'anime
- Astuccio magico (魔法のパレット?, Mahō no paretto): Himi lo riceve nell'episodio 24 alla festa di compleanno di Erika. Viene utilizzato per generare una copia di Himi, che però ha metà dell'energia di Himi, metà della sua esuberanza e metà della sua intelligenza. La copia di Himi pertanto, ha un carattere gentile garbato e remissivo, non prende mai iniziative e accetta qualsiasi ordine senza discutere, facendo così sospettare alle persone che la conoscono che ci sia qualcosa che non vada. Nell'episodio 39, l'oggetto eredita dai folletti Mashi (Massi) e Hiroshi (Hossi) il potere di fermare, mandare indietro e avanti il tempo.
- Diario e Penna magici (魔法の日記帳と羽根ペン?, Mahō no nikki-chō to hane pen): Himi li riceve nell'episodio 24. Li utilizza per comunicare con Erika. Nell'episodio 39 la penna magica eredita dai folletti Mashi e Hiroshi il potere di volare.
- Cuore magico (ハートタクト?, Hāto Takuto): Himi lo riceve nell'episodio 48 per salvare la madre da un suo ammiratore che l'ha minacciata di morte. Viene utilizzato per rimpicciolire o ingrandire oggetti, persone e animali.

## Manga
Il manga è stato pubblicato sulla rivista Ribon dall'agosto 1990 al gennaio 1994 e successivamente serializzato in 10 tankōbon per conto della Shūeisha, pubblicati dall'aprile 1991 al dicembre 1994. L'opera ha ricevuto una ristampa in 6 volumi nel corso del 2003. Il 3 luglio 2015 è uscito un nuovo capitolo della serie in occasione del 60º anniversario della casa editrice, mentre il 25 gennaio 2017 è stato pubblicato un intero nuovo volume.
Megumi Mizusawa, nello sviluppare il personaggio di Himi, si è basata sui concetti ricorrenti nei manga e negli anime mahō shōjo, come la capacità di essere in grado di trasformarsi in altre persone; grazie agli oggetti magici, Himi può vedere il mondo dai punti di vista più svariati a seconda delle persone in cui si trasforma, e questo le consente di capire meglio chi le sta accanto; l'opera inoltre presenta forti elementi da romanzo rosa intimista che caratterizzano molti manga pubblicati dalla rivista Ribon in quel periodo.
In Italia è stato pubblicato da Planet Manga tra il novembre 2011 e l'aprile 2012, in un'edizione fedele alla ristampa del 2003 di 6 volumi.
L'opera è suddivisa in 40 capitoli.

### Volumi
| Nº    | Data di prima pubblicazione | Data di prima pubblicazione | Data di prima pubblicazione |
| Nº    | Giapponese                  | Giapponese                  |                             |
| ----- | --------------------------- | --------------------------- | --------------------------- |
| 1     | 20 aprile 1991              | ISBN 4-08-853561-8          |                             |
| 2     | 18 settembre 1991           | ISBN 4-08-853580-4          |                             |
| 3     | 14 dicembre 1991            | ISBN 4-08-853590-1          |                             |
| 4     | 20 aprile 1992              | ISBN 4-08-853606-1          |                             |
| 5     | 15 agosto 1992              | ISBN 4-08-853623-1          |                             |
| 6     | 19 gennaio 1993             | ISBN 4-08-853645-2          |                             |
| 7     | 20 luglio 1993              | ISBN 4-08-853674-6          |                             |
| 8     | 20 febbraio 1994            | ISBN 4-08-853714-9          |                             |
| 9     | 20 giugno 1994              | ISBN 4-08-853737-8          |                             |
| 10    | 12 dicembre 1994            | ISBN 4-08-853770-X          |                             |
| Extra | 25 gennaio 2017             | ISBN 978-4-08-867446-9      |                             |

| Nº | Data di prima pubblicazione | Data di prima pubblicazione | Data di prima pubblicazione |
| Nº | Italiano                    | Italiano                    |                             |
| -- | --------------------------- | --------------------------- | --------------------------- |
| 1  | 5 novembre 2011             | ISBN 978-88-6589-419-4      |                             |
| 2  | 17 dicembre 2011            | ISBN 978-88-6589-420-0      |                             |
| 3  | 21 gennaio 2012             | ISBN 978-88-6589-515-3      |                             |
| 4  | 18 febbraio 2012            | ISBN 978-88-6589-530-6      |                             |
| 5  | 17 marzo 2012               | ISBN 978-88-6589-603-7      |                             |
| 6  | 21 aprile 2012              | ISBN 978-88-6589-637-2      |                             |

### Light novel
Sono state pubblicate una serie di light novel da Takashi Yamada, con Megumi Mizusawa in qualità di illustratrice, dal titolo Romantic Story - Hime-chan no ribbon (ロマンチック・ストーリー 姫ちゃんのリボン?). Composta da 7 volumi, sono state pubblicate con l'etichetta Cobalt Bunko di Shūeisha da febbraio 1993 a ottobre 1994.
| Nº | Data uscita      | ISBN               |
| -- | ---------------- | ------------------ |
| 1  | 3 febbraio 1993  | ISBN 4-08-611727-4 |
| 2  | 1º maggio 1993   | ISBN 4-08-611750-9 |
| 3  | 3 settembre 1993 | ISBN 4-08-611780-0 |
| 4  | 3 dicembre 1993  | ISBN 4-08-611804-1 |
| 5  | 1º aprile 1994   | ISBN 4-08-611841-6 |
| 6  | 1º luglio 1994   | ISBN 4-08-611873-4 |
| 7  | 1º ottobre 1994  | ISBN 4-08-614004-7 |

### Remake
Tra ottobre 2009 e dicembre 2010, Shūeisha ha segnato il debutto di Hime-chan no ribbon: Colorful (姫ちゃんのリボン カラフル?) di Shiho Komiyuno, composto da quattro volumi e basato sull'opera della Mizusawa ma presentando numerose differenze con essa. È uscito anche in Italia, pubblicato da Planet Manga a seguito dell'opera originale, dal maggio all'agosto 2012.
| Nº | Data di prima pubblicazione | Data di prima pubblicazione | Data di prima pubblicazione |
| Nº | Giapponese                  | Giapponese                  | Italiano                    |
| -- | --------------------------- | --------------------------- | --------------------------- |
| 1  | 20 febbraio 2010            | ISBN 978-4-08-867037-9      | 31 maggio 2012              |
| 2  | 20 giugno 2010              | ISBN 978-4-08-867059-1      | 30 giugno 2012              |
| 3  | 20 ottobre 2010             | ISBN 978-4-08-867079-9      | 30 luglio 2012              |
| 4  | 18 maggio 2011              | ISBN 978-4-08-867121-5      | 30 agosto 2012              |

## Anime
L'anime, prodotto dalla Gallop, è composto da 61 episodi, andati in onda su TV Tokyo dal 2 ottobre 1992 al 3 dicembre 1993. È stato successivamente raccolto in LD, in VHS e in DVD. Gli episodi 45-46, 51-52 e 56-57 sono solamente un riassunto degli avvenimenti trascorsi.
In Italia è stato acquistato da Mediaset ed è stato trasmesso su Canale 5 dall'8 luglio all'11 ottobre 1996 all'interno del contenitore Bim Bum Bam; venne poi riproposto su Italia 1 nel 2008. I primi 12 episodi furono raccolti in 4 videocassette dalla Penta Video e dalla Medusa Film nella collana Bim Bum Bam Video, tra il 1997 e il 1998.

### Sigle
La sigla italiana, scritta da Alessandra Valeri Manera con la musica di Franco Fasano ed interpretata da Cristina D'Avena, presenta un arrangiamento completamente diverso dalle originali e viene usata sia in apertura che in chiusura. Il brano è stato poi incluso nell'album della cantante Fivelandia 14 (1996).
Sigla di apertura
- Egao no genki (笑顔のゲンキ?), degli SMAP

Sigla di chiusura
- Burabura sasete (ブラブラさせて?), degli SMAP (ep. 1-31)
- Hajimete no natsu (はじめての夏?), degli SMAP (ep. 32-53)
- Kimi wa kimi da yo (君は君だよ?), degli SMAP (ep. 54-61)

Sigla di apertura e di chiusura italiana
- Un fiocco per sognare, un fiocco per cambiare, di Cristina D'Avena

### Adattamento italiano
Come da prassi per gli adattamenti anime di quel periodo, anche in Un fiocco per sognare, un fiocco per cambiare si è cercato di occultare qualsiasi riferimento al fatto che le vicende si svolgono in Giappone, con i nomi dei personaggi che generalmente venivano cambiati in nomi italiani o inglesi: nel caso di Un fiocco per sognare, un fiocco per cambiare i protagonisti Himi e Dai-Dai hanno mantenuto il soprannome originale, probabilmente perché esso figura in alfabeto latino in qualche episodio come nel caso del Dai-Dai Fan Club; inoltre un pattern dell'adattamento italiano per gran parte degli altri nomi è quello di utilizzare la stessa lettera iniziale del nome originale giapponese, probabilmente perché essa figura in vestiti ed altri oggetti: Harisaka diventa quindi Hermes, Yumeko diventa Yucci, Manami diventa Monica, dando così vita ad un improbabile mix di nomi giapponesi, italiani, inglesi e di fantasia.
Gli episodi 56 e 57, che riassumono gli episodi chiave della relazione tra Himi e Dai-Dai, non sono stati mai mandati in onda.
Nell'episodio 5 Dai-Dai deride Himi per il suo nome, e nell'adattamento italiano il motivo non è chiaro: il comportamento di Dai-Dai è legato al fatto che il nome originale della protagonista è Himeko (姫子?) che significa "piccola principessa", etimologia che stona con il carattere di Himi.
Nell'episodio 10 vengono assegnati nomi maschili a membri del Dai-Dai Fan Club; inoltre i nikuman vengono ribattezzati arancini di riso. Negli episodi 13 e 14  Sei Allei/Simone viene inspiegabilmente chiamato Luca.
La formula magica originale del fiocco prevede la parola Parareru (パラレル?, Parallel) ripetuta due volte prima di nominare l'obbiettivo della trasformazione, mentre per tornare Himi deve recitare la stessa parola a sillabe invertite, ovvero Rurerapa (ルレラパ?): nell'adattamento questi sono stati sostituiti da Fiocco di magia e Magia del fiocco rispettivamente; negli episodi 16 e 17 Ilaria scopre la formula magica ma la confonde con Fiocco di Malia, salvo poi ricordarsi della formula corretta quando vede un'amica leggere un libro di fantascienza con il Pianeta Terra sdoppiato in copertina dal titolo "Mondo di magia": nella versione originale Ilaria/Hibino aveva confuso Parallel per Parasol e il titolo del libro è "Parallel Worlds".
Nell'episodio 20 Himi si trasforma in un signore ma nel doppiaggio italiano mantiene la sua voce femminile originale. Nell'episodio 24 la sosia di Ilaria viene chiamata Roberta mentre a partire dall'episodio 30 le vengono attribuiti i nomi Robelia e Roberia che sono quelli originali della versione giapponese; nello stesso episodio il corvo viene chiamato Kantarou mentre in precedenza era stato adattato con il nome Dani. A partire dall'episodio 31 una tra Ada e Isa, le due tirapiedi di Ilaria, viene doppiata con voce maschile.
Durante l'episodio 60 (il numero 58 nell'adattamento italiano) Himi rincorre Dai-Dai che si sta allontanando in auto per lasciare la città e gli urla ga daisuki (が 大好き?) che può essere tradotto come "Ti amo" o "Mi piaci": nell'adattamento italiano il termine è stato doppiato con un "Mi mancherai".
Nel doppiaggio italiano si segnala inoltre l'alternanza di voci per il personaggio di  Sei Allei/Simone che passa dalla voce profonda e adulta di Claudio Moneta a quella adolescenziale e più vicina al personaggio di Monica Bonetto. Partecipa al doppiaggio anche Alessandra Karpoff che dà voce a Marzia, personaggio esclusivo dell'animazione che appare solamente nell'episodio 47.

## Differenze tra manga ed anime
La storia raccontata differisce tra manga ed anime, e le differenze si fanno notevoli con il proseguire della narrazione; l'adattamento animato infatti tende ad accentuare soprattutto le situazioni majokko e sitcom della storia, mentre nell'opera originale prevale l'elemento shōjo romantico; le differenze nella trama sono anche dovute al fatto che il manga ha iniziato la propria pubblicazione nel 1990 con capitoli a cadenza mensile e venne terminato nel 1994, mentre l'anime iniziò nel 1992 con episodi settimanali e terminò già nel 1993, quando il fumetto era ancora inconcluso.
I primi 12 episodi sono infatti molto fedeli al manga, rappresentando esattamente i primi 11 capitoli dell'opera cartacea.
I seguenti episodi dell'anime fino al numero 18 seguono la trama del manga ma introducono parecchi cambiamenti rispetto all'originale su carta:
- nel manga Himi inizia il secondo anno scolastico e si ritrova in classe con Dai-Dai, Ilaria e Sei Allei/Simone: nell'anime il cambio di anno scolastico avviene più tardi con l'episodio 26;
- nell'anime Himi si trasforma nei vari membri degli SMAP, mentre nel manga si trasforma in differenti idol ma non negli SMAP;
- la gita scolastica nell'anime avviene sulla neve, mentre nel manga è un'escursione nei boschi;
- nell'anime Ilaria sente per la prima volta la formula magica udendo Himi che la recita e poi la ricorda correttamente grazie al titolo di una rivista; nel manga Ilaria riesce ad estorcere la formula magica da Sei Allei/ Simone;
- nell'anime Himi nel corpo di Ilaria muore investita da un camion, mentre nel manga viene travolta da un masso;
- nell'anime il compleanno di Himi è il 31 gennaio, mentre nel fumetto avviene il 30 luglio.

L'episodio 18 coincide con il capitolo 20 del manga (volume 5 di 10), punto di svolta dove l'opera cartacea da quel momento si focalizza principalmente sulla relazione sentimentale tra Himi e Dai-Dai: da quell'episodio l'anime invece proseguirà con molteplici episodi autoconclusivi del tutto assenti nel manga, dove la protagonista utilizza parecchi e differenti oggetti magici che nel manga non compaiono.
La trama del manga presente nei volumi dal numero 5 al numero 7 è stata completamente stravolta nell'adattamento animato e gli eventi cambiati di ordine cronologico:
- dal volume 5 la scena nella quale Himi risponde alle provocazioni di Ilaria e le "dichiara guerra" è stata integrata nell'episodio 60 dell'anime; la parte riguardante Annie che non vede più Hermes e il seguente primo viaggio di Himi nel Regno della Magia è presente negli episodi 23 e 24 ma privata del tentato bacio di Camillo a Himi e la seguente riflessione di Himi sul futuro della sua relazione con Dai-Dai;
- dal volume 6 la parte del viaggio nel futuro di Himi avviene nell'episodio 58 dell'anime; l'arco di Yuka è racchiuso in quattro episodi dell'anime dal numero 26 al numero 29 ma si conclude con l'addio di Yuka, mentre nel manga la giovane idol sarà presente anche nei volumi a seguire;
- dal volume 7 l'intera storia riguardante Pink e l'elisir d'amore viene stravolta e adattata nel solo episodio 30 dell'anime; la parte di Camillo che molesta le ragazze della scuola e la parte di Himi che organizza un appuntamento a Monica e Tetsu nell'anime sono state scorporate e riscritte rispettivamente negli episodi 33 e 55.

La storia narrata nel manga negli ultimi tre volumi dal numero 8 al numero 10 è totalmente assente nell'animazione se non per qualche riferimento: in particolare nell'anime mancano la scena nella quale Himi dichiara il proprio amore a Dai-Dai (volume 8) e la scena nella quale Dai-Dai bacia Himi (finale della storia), e di conseguenza il finale differisce totalmente tra manga e anime.

## Musical
Dal 3 al 26 dicembre 1993 è stato messo in scena il musical di Hime-chan no ribbon al teatro Hakuhinkan di Tokyo. Al tour hanno preso parte anche alcuni membri del gruppo SMAP, che hanno cantato le sigle originali della serie animata, e del gruppo TOKIO. Alcune date del musical sono state poi trasmesse sulle TV dal 10 a 24 dicembre dello stesso anno, coi titoli Chigau watashi ni naretara (違う私になれたら?), Himitsu no wana (ＨＩＭＩＴＳＵの罠?) e Zutto tomodachi da ne (ずっと友達だね?).

## Distribuzione
L'anime è stato trasmesso, oltre che in Giappone e in Italia, anche in diversi Paesi in tutto il mondo.
| Regione    | Titolo                                        | Rete trasmittente | Data           |
| ---------- | --------------------------------------------- | ----------------- | -------------- |
| Giappone   | Hime-chan no ribon (姫ちゃんのリボン?)        | TV Tokyo          | 2 ottobre 1992 |
| Italia     | Un fiocco per sognare, un fiocco per cambiare | Canale 5          | 8 luglio 1996  |
| Hong Kong  | 百變小姬子S, Bǎi biàn xiǎo jī zǐP             | TVB Jade          | 30 agosto 1996 |
| Taiwan     | 百變小姬子S, Bǎi biàn xiǎo jī zǐP             |                   |                |
| Turchia    | Sihirli Kurdele                               |                   |                |
| Thailandia |                                               |                   |                |
| Spagna     |                                               |                   |                |

## Accoglienza
Retrospettivamente, la rivista Famitsū ha classificato Himeko Nonohara come la decima eroina più famosa degli anime degli anni novanta.

## Riferimenti ad altre opere
Nel primo volume del manga Daichi riferendosi alla possibilita' che qualcuno possa assumere le sue sembianze finisce per citare Akko-chan, protagonista del manga ed anime Lo Specchio Magico.
Sempre nel primo volume Himeko nomina Chibi Maruko-chan.